# Isaac Leeser

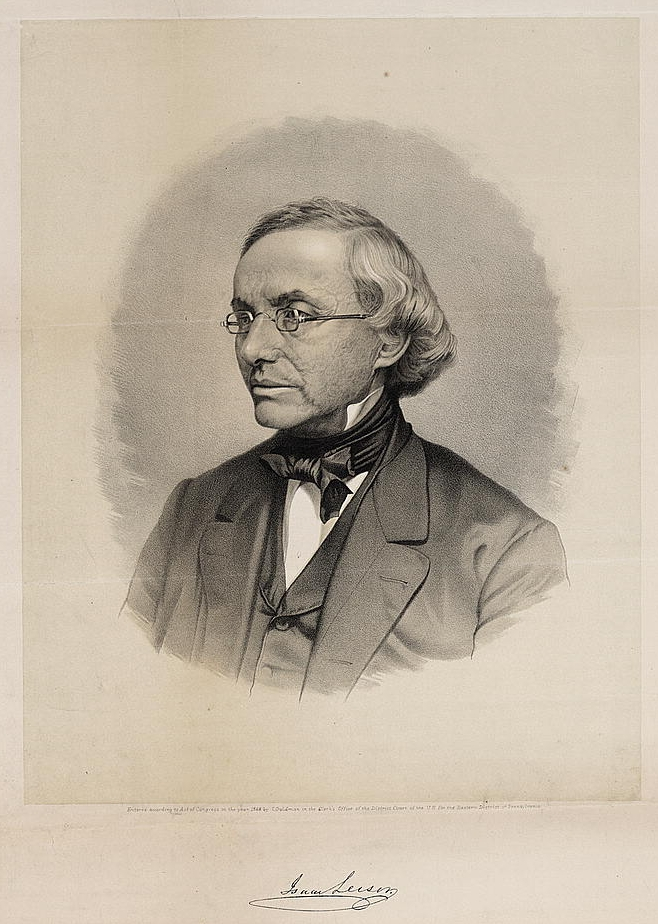
Isaac Leeser

Isaac Leeser (* 12. Dezember 1806 in Neuenkirchen/Rheine, Westfalen, als Isaak Leeser; † 1. Februar 1868 in Philadelphia) war amerikanischer Rabbiner deutscher Herkunft, der die Entwicklung des konservativen Judentums in Amerika maßgeblich prägte, sowie produktiver Schriftsteller vor allem religiöser Literatur, außerdem Feind des Reformjudentums, das er für eine vorübergehende Zeiterscheinung hielt.
Er besuchte die Primarschule in Dülmen, später ein Gymnasium in Münster. 1824 wanderte er nach Amerika aus, zunächst nach Richmond, Virginia. Ab 1828 war er Prediger und ab 1857 Rabbiner in Philadelphia. Er gründete 1843 die erste amerikanisch-jüdische Zeitschrift The Occident and American Jewish Advocate zu einer Zeit, als es in ganz Amerika nicht mehr als 15.000 Juden gab. Sie erschien in Philadelphia monatlich, später wöchentlich (bis 1868). Ihr letzter Redakteur war Mayer Sulzberger aus der bekannten Verlegerfamilie (New York Times).
Isaac Leeser war auch der Verfasser der damals verbreitetsten englischen Bibelübersetzung, die Grundlage der Übersetzung der Jewish Publication Society wurde. Diese Übersetzung war zugleich die erste jüdische Übersetzung der Bibel ins Englische.
Isaac Leeser starb unverheiratet und wurde in Philadelphia auch beerdigt.